# أسامة فيصل
أسامة فيصل عبد الهادي الترعاوي (مواليد 1 يناير 2001 في كفر المياسرة، دمياط، مصر) هو لاعب كرة قدم مصري يلعب حالياً لصالح نادي الزمالك و‌منتخب مصر لكرة القدم في مركز الهجوم.

## مسيرته الكروية

### نادي الزمالك

#### موسم 2019-20
في 22 أغسطس 2020 شارك أسامة كبديل في مباراة الديربي وأستطاع في لقائه الأول تسجيل هدفه الشخصي الأول ضد النادي الأهلي في الدقيقة 94.

#### موسم 2020-21
في 20 مايو 2021، سجل أسامة فيصل لاعب الزمالك، هدف فوز فريقه أمام طلائع الجيش في الدقيقة 91 من المباراة التي أقيمت على استاد القاهرة الدولي في إطار الجولة الثالثة والعشرون من الدوري المصري الممتاز.

### البنك الأهلي

#### موسم 2021-22
في 07 سبتمبر 2021، أعلن نادي البنك الأهلي ضم أسامة فيصل مهاجم الزمالك لمدة موسم على سبيل الإعارة.